# Johann Jakob Hottinger (teolog)

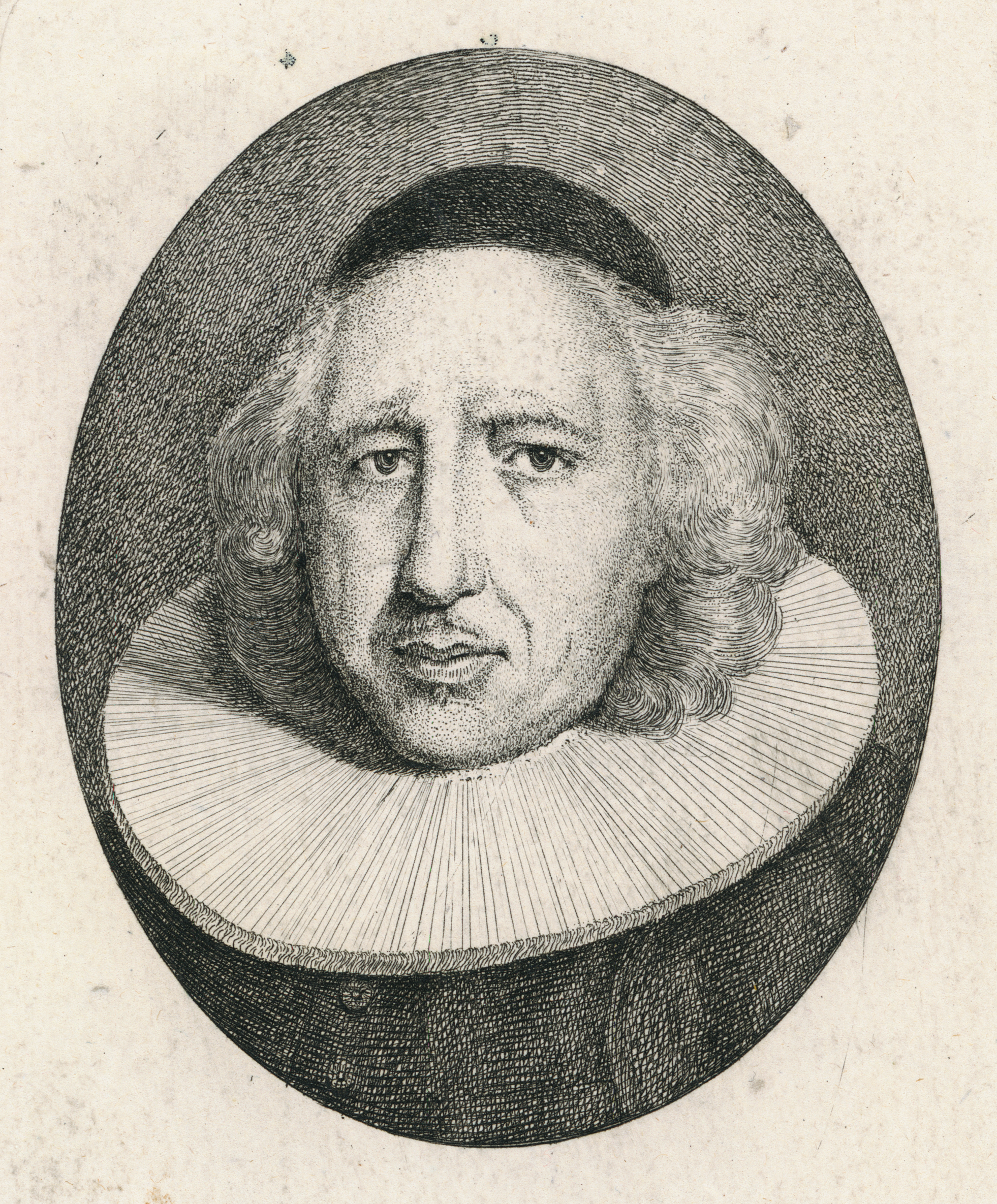
Johann Jakob Hottinger.

Johann Jakob Hottinger, född den 1 december 1652 i Zürich, död där den 18 december 1735, var en schweizisk teolog, son till Johann Heinrich Hottinger den äldre.
Hottinger blev professor i teologi vid Zürichs universitet 1698. Han författade det stora kyrkohistoriska verket Helvetische Kirchengeschichte (4 band, 1698–1729), med en polemisk udd gentemot romersk katolicism.